# Associazione Sportiva Orizzonte Catania

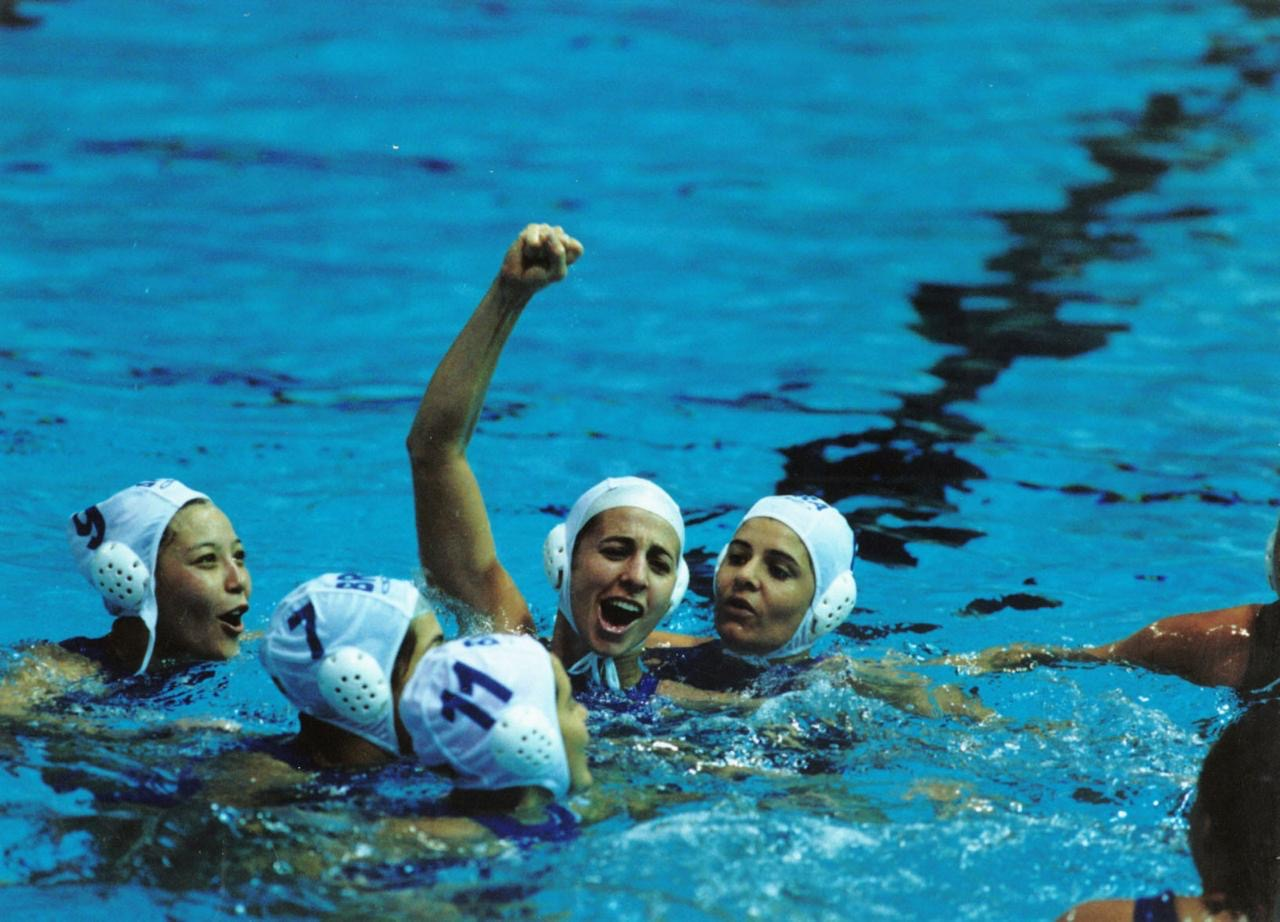
Orizzonte Catania qualifizierte sich 2020 für den Europapokal

Associazione Sportiva Orizzonte Catania, kurz AS Orizzonte,  oder Ekipe Orizzonte ist ein Sportverein aus Catania.

## Verein
Der Verein wurde 1985 gegründet. Der Schwerpunkt des Vereins ist Frauen-Wasserball.

## Erfolge
Die Mannschaft wurde bis 2023 23-mal italienischer Meister:
- 1991/92; 1992/93; 1993/94; 1994/95; 1995/96; 1996/97; 1997/98; 1998/99; 1999/2000; 2000/01; 2001/02; 2002/03; 2003/04; 2004/05; 2005/06; 2007/08; 2008/09; 2009/10; 2010/11; 2018/19; 2020/21; 2021/22; 2022/23.

Achtmal gewann Orizzonte die LEN-Trophy:
- 1993/94; 1997/98; 2000/01; 2001/02; 2003/04; 2004/05; 2005/06; 2007/08

## Bekannte Spielerinnen
Beim größten Erfolg der italienischen Nationalmannschaft, dem Olympiasieg 2004, standen mit Silvia Bosurgi, Francesca Conti, Tania Di Mario,  Giusi Malato, Martina Miceli, Maddalena Musumeci, Cinzia Ragusa und Emanuela Zanchi acht Spielerinnen von Orizzonte im italienischen Aufgebot, das insgesamt 13 Spielerinnen umfasste. Im Finale erzielten die Spielerinnen von Orizzonte sieben der zehn italienischen Treffer, Conti wehrte als Torhüterin acht der siebzehn Versuche der Griechinnen ab.
In der Mannschaft, die bei den Weltmeisterschaften 2023 die Bronzemedaille gewann, waren mit Dafne Bettini, Aurora Condorelli, Veronica Gant und Valeria Palmieri vier Spielerinnen, die 2023/24 für Orizzonte spielten.